# Аравир
Аравир (на английски: Aravir) е герой от фантастичната Средна земя на фентъзи-писателя Джон Роналд Руел Толкин. Той е четвъртият по ред вожд на дунеданците.
Аравир става вожд на дунеданците след смъртта на своя баща Арануир през 2247 г. от Третата епоха на Средната земя. По време на неговото управление наближава края на Бдителния покой със завръщането на Саурон в северозападните части на Средната земя, въпреки че неговото завръщане остава неизвестно.
Аравир умира през 2319 Т.Е. и е наследен от своя син Арагорн I.